# Classic Carpenters
Classic Carpenters — третий студийный альбом австралийской певицы корейского происхождения Дами Им, выпущенный 22 апреля 2016 года на лейбле Sony Music за 3 недели до Евровидения. Это первый трибьют-альбом певицы, в котором она пела песни знаменитого дуэта The Carpenters

## Об альбоме
Дами сказала

Мое намерение состояло в том, чтобы не копировать голос Карен или её тон, наши голоса естественно звучат разные. Я пыталась вывести радость и невинность в песнях, пыталась петь их, как честный и сырой, как я могла, как ДАМИ, а не делая вид, что кто-то другой. С этим альбомом и на концертах, я надеюсь, что они будут помнить как девушка, которая являлась настоящей музыканткой в душе, которая правдиво говорила через её ремесло.
Оригинальный текст (англ.)My intention wasn't to copy Karen's voice or her tone, our voices naturally sound so different. I tried to bring out the joy and the innocence in the songs while trying to sing them as honest and raw as I could as Dami, rather than pretending to be someone else. With this album and through my live performances, I hope to be remembered as the girl who is a real musician at heart who speaks truthfully through her craft.

## Критика
Кемэрон Адамс, корреспондент газеты Herald Sun дал альбому 3 из 5: Есть два варианта записать решения альбом кавер-версий песен The Carpenters. Вот Дами Им держала его верным на День Матери с пышными, красивыми римейков: Yesterday Once More, Close To You, Rainy Days and Mondays и так далее. Одним словом, Адамс оценил альбом как "хорошо".

## Список композиций
| №   | Название                         | Длительность |
| --- | -------------------------------- | ------------ |
| 1.  | «(They Long to Be) Close to You» | 3:41         |
| 2.  | «There's a Kind of Hush»         | 3:01         |
| 3.  | «Yesterday Once More»            | 4:00         |
| 4.  | «Superstar»                      | 3:10         |
| 5.  | «Rainy Days and Mondays»         | 3:27         |
| 6.  | «This Masquerade»                | 3:58         |
| 7.  | «A Song for You»                 | 3:34         |
| 8.  | «I Won't Last a Day Without You» | 3:11         |
| 9.  | «I Need to Be in Love»           | 3:53         |
| 10. | «Hurting Each Other»             | 2:46         |
| 11. | «We've Only Just Begun»          | 3:02         |

## Чарты и сертификации
| Чарт                                    | Максимальная позиция |
| --------------------------------------- | -------------------- |
| Австралия (ARIA)                        | 3                    |
| Australia Artists Albums                | 1                    |
| South Korea Albums (Gaon International) | 23                   |